# Quebrada Seca (Alfredo Arvelo Larriva)
Pour les articles homonymes, voir Quebrada Seca.
Quebrada Seca est la capitale de la paroisse civile d'Alfredo Arvelo Larriva de la municipalité de Barinas dans l'État de Barinas au Venezuela.